# Röe borg

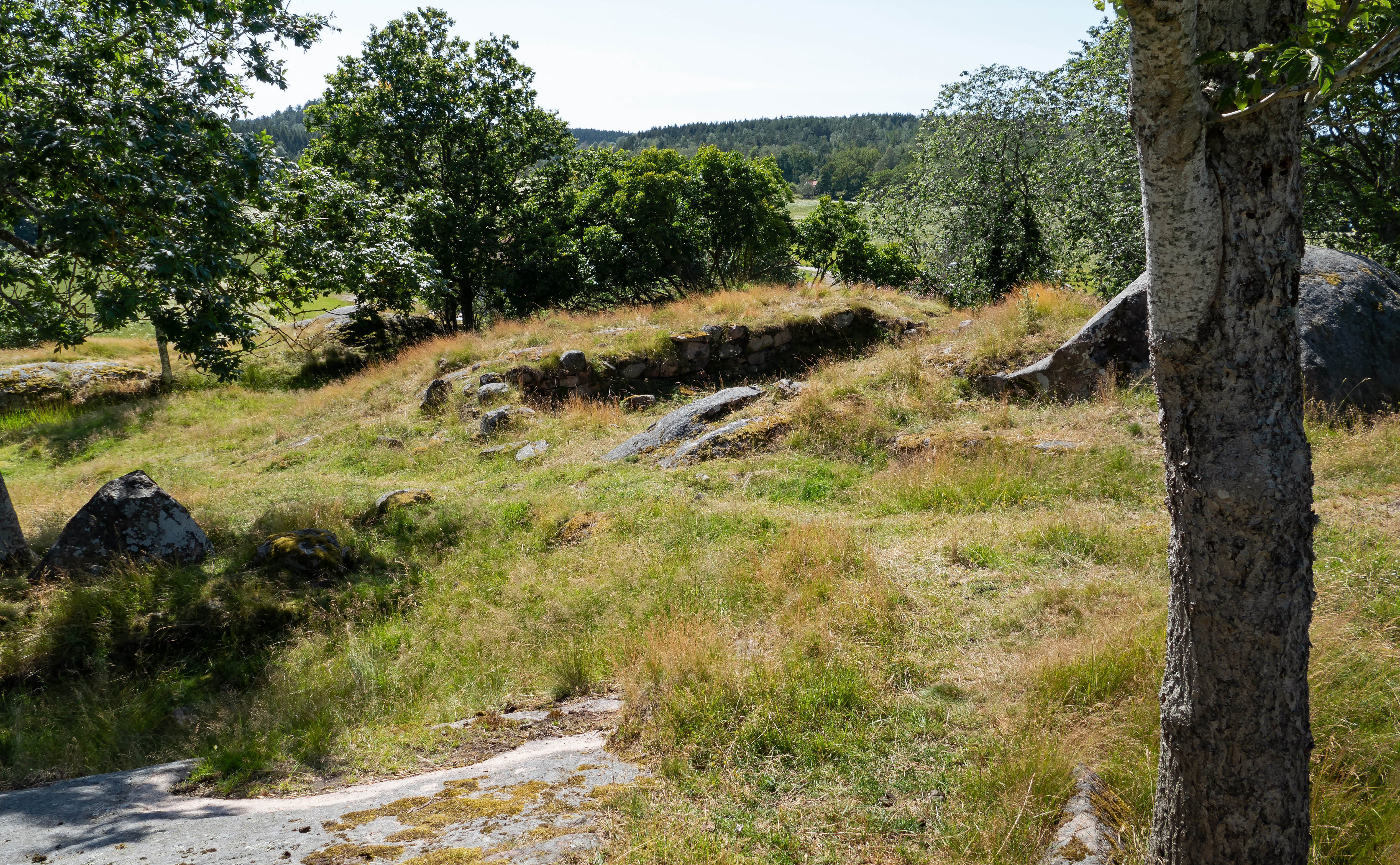
Ruiner uppe på Röe borg

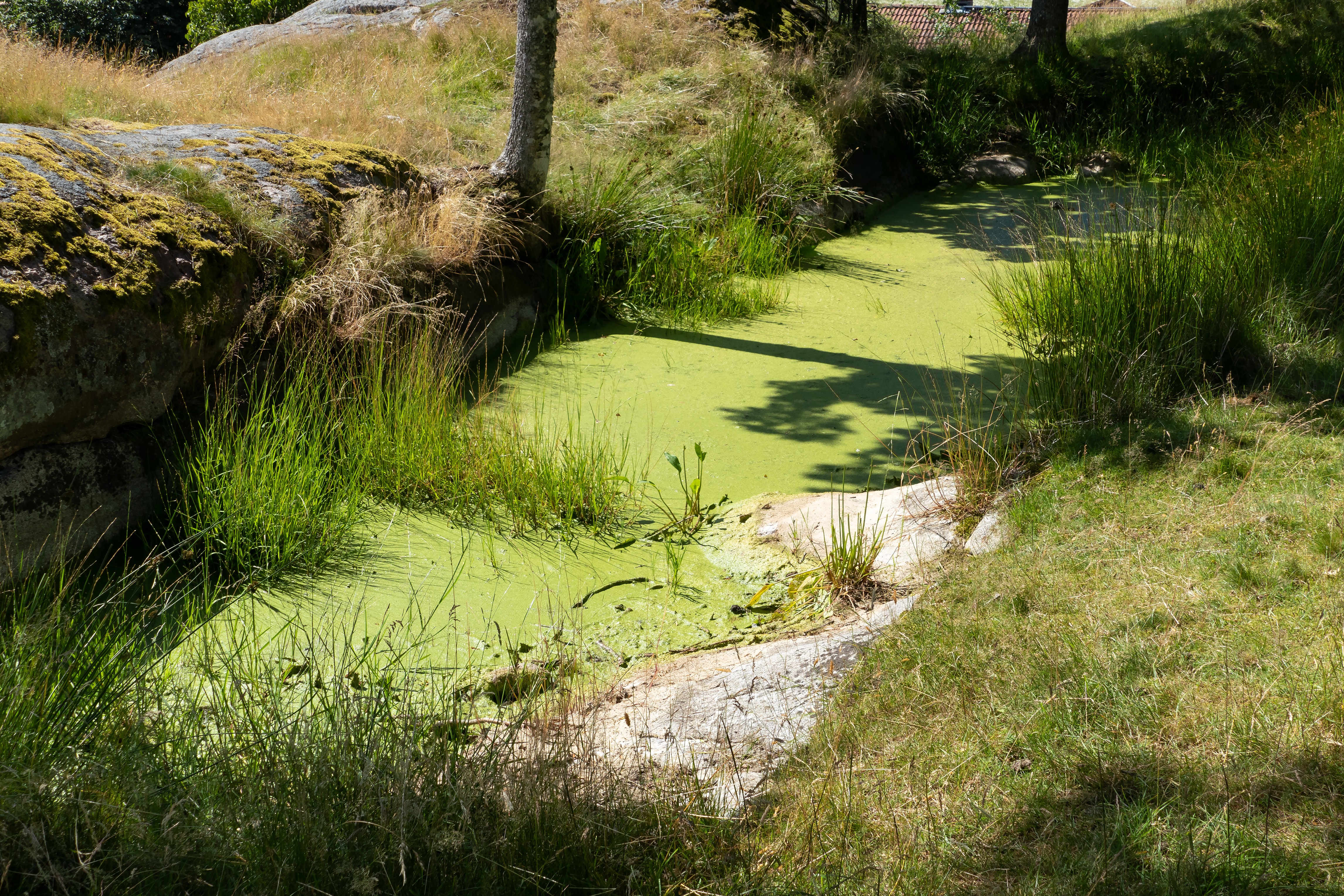
Vattencisternen uppe på borgområdet är fylld med vatten som är täckt med andmat.

Röe borg var en borg i Bro socken i nuvarande Lysekils kommun i Bohuslän. Borgen låg utmed Åbyfjorden vid Röe herrgård.
Borgen anses idag vara en privat befästning tillhörig den närliggande stormansgården. Under 1900-talets början antogs att denna borg var Karlsborg.
Det var arkeologen Wilhelm Berg som hade identifierat detta fäste med en borgruin i Röe på Stångenäset på grund av lösfynd, som härrörde från 1400-talets mitt. Identifikationen skedde innan Berg hade företagit grävningar i ruinen på Hornborg söder om Hamburgsund, vilken han på goda grunder ansåg vara det Karlsborg, som användes av Gustaf Vasas krigsfolk under dennes ockupation av Viken under 1520-talet.
Följande beskrivning härrör från Wilhelm Bergs undersökning under något av de första åren av 1900-talet av ruinerna vid Röe:
| ” | Vid Röe finns emellertid lämningar efter svaga murverk vid klippa omgiven av en numera igengrodd vallgrav, vilken höjer sig nära fjordstranden. På en utskjutande spets igenkänner man grundvalen av ett runt torn, vilket liksom de övriga murverken uppförts av grovt tegel, inlagt i stora kalkmassor. Nedanför klippans östra brant finns inom vallgraven en liten slät plan, benämnd "Kyrkogården", vars jordlager är uppblandat med människoben. Samma slags fynd har påträffats på klippans plan jämte vapenlämningar av järn, allt skadat av eld, vilket visar, att "slottet", som det kallas av allmogen, nedbränts. En vattencistern överst på klippan är ännu i gott tillstånd och ständigt fylld med drickbart vatten. | „ |

### Fotnoter
1. ↑  Lönnroth, Erik; Bohusläns historia, 1963